# 東京佐川急便事件
東京佐川急便事件（とうきょうさがわきゅうびんじけん）は、東京佐川急便を巡る汚職事件。金丸信をはじめとして政界への金の流れが問題視された。

## 概要

### 皇民党事件
1987年（昭和62年）、自民党次期総裁（次期総理）最有力候補の竹下登は、高松市に本部を置く右翼団体日本皇民党による執拗なほめ殺し攻撃を受けていた。これは、恩義のある田中角栄を、竹下が裏切ったことが原因であったとされる。竹下はこれに対処するため、腹心の金丸信に相談。金丸は、東京佐川急便の渡辺広康社長（当時）に、暴力団稲川会会長石井隆匡との仲介を依頼。東京都内のホテルで竹下、金丸、渡辺、小沢一郎が善後策を協議。その結果、竹下は田中邸を訪れ謝罪することになった。この訪問は門前払いとなったが、事件は沈静化した。魚住汎英は、この件で稲川聖城（稲川会総裁）に会いに行ったと話している。東京の高級料亭で金丸信が石井に面会し、「私が彼（石井）と会ったのは感謝の気持ちからです。もちろん、よくないとはわかっていましたが、ともかくそうしたのです。」と言ったという。
数週間後の1987年（昭和62年）11月、竹下登は総理に就任。この成功により、渡辺広康は政界に強いコネクションができた事を大いに喜んだ。その後、東京佐川急便は、石井隆匡が経営権を保有していた岩間カントリークラブ（旧平和相互銀行グループ）をはじめ、石井と関係のある会社に対して、次々と融資や巨額の債務保証を行う様になる。その総額は約4,395億円に上り、40の企業（うち稲川会のフロント企業は6社、総額1,000億円）と1個人（石井本人）に及んだ。

### バブル崩壊
1991年2月頃からバブル景気の崩壊が顕著となり、石井隆匡の利息の支払いが滞るようになった。これにより巨額負債の返済不能が確実となった。このため、東京佐川急便の幹部はパニックとなり、石井に返済計画の提出を求めた。だが、石井は「更なる資金が必要」と返答。東京佐川急便は、さらに債務保証をすることになった。
莫大な債務を負うことになった東京佐川急便は倒産寸前となり、親会社の佐川急便に吸収された。裁判記録によると、石井隆匡の部下が数週間おきに東京佐川急便を訪れて保証を求めた。また、当時の東京佐川急便の幹部は、石井の経歴を理解していたとされる。1991年7月、渡辺広康ら東京佐川急便の幹部は全員解雇された。同月、東京地方検察庁により東京佐川急便の幹部は信託義務違反の容疑で起訴された。1991年9月、石井が病死した。

### 疑惑
1992年2月14日、東京地方検察庁特別捜査部（東京地検特捜部）は、渡辺広康社長・早乙女潤常務ら4人を、東京佐川急便に952億円の損害を与えたとし、特別背任容疑で逮捕。数千億単位の資金が非合法組織に流れたため、東京地検特捜部もヤミ献金や不正融資などの疑惑の追及を続けた。
1992年9月28日、東京佐川急便から5億円の政治献金を受けていた金丸信は、政治資金規正法違反で東京地方検察庁から略式起訴された。金丸は、政治資金収支報告書への記載漏れを認め、5万円の罰金刑となった。だが、青島幸男が議員辞職を求めて国会議事堂前でハンガーストライキを決行する、「政治家には特別な計らいをするから〝特別〞捜査部か」の声が上がる、特捜部が入居する九段第1合同庁舎の「検察庁」表札には黄ペンキが投げつけられる、など世論が猛反発。金丸信は国会議員の辞職に追い込まれた。

#### 一六戦争
5億円の政治献金を巡り、小沢一郎は検察への徹底抗戦を主張した。一方、同じ経世会の梶山静六は早期の事態収拾を図ることを求めた。以前より関係が悪かった小沢と梶山の対立はここで決定的となり、経世会内部の亀裂も深刻化。金丸信の失脚後、派閥後継を巡る内部抗争のきっかけとなった。1992年2月、東京佐川急便が、新潟県出身の日本社会党の吉田和子のパーティー券を500万円分購入した際、ヤミ献金疑惑が浮上。吉田和子は、党役職を辞任。新潟県選出の社会党の筒井信隆（「ニューウェーブの会」事務局長）も献金疑惑が浮上。筒井も党役職を辞任。新潟県知事の金子清も、東京佐川急便の1億円献金疑惑で1992年9月に辞職。ただ、他の大物議員や闇資金ルートは解明されないまま、事件は闇に葬られた。

### 真相の究明へ
日本社会党が要求した竹下登に対する証人喚問が1992年11月26日衆議院予算委員会にて行われた。この場で竹下は渡辺広康とホテルで会談したことは認めたが、民社党中野寛成から議員辞職について問われると「私という人間の持つ一つの体質が今論理構成されましたような悲劇を生んでおる、これは私自身顧みて、罪万死に値するというふうに思うわけでございます。ただ、議員辞職の問題は、私が重ねて申し上げますように、いわば日本国の首班決定には暴力団が介入したということを是認するという行為は、私はとることができないというふうに考えておるものでございます。」と述べた。
1993年2月17日、衆議院予算委員会は、小沢一郎を証人喚問したが、「私はお茶汲みをしていただけで、話の内容は知らない」と述べ、関与を否定。金丸の5億円献金も「全く知らない」と答えた。竹下登・小沢一郎の証人喚問は、いずれも不発だった。自民党は、社会党の筒井信隆・吉田和子、安恒良一（比例代表）ら11名の野党議員を証人喚問を要求して対抗した。だが、泥仕合を続けただけで終わった。
1993年3月、安恒良一は離党と国会議員の辞職勧告を拒否し続けたため、社会党規律委員会により日本社会党を除名処分となった。1993年4月、安恒良一の1億円以上の所得隠しが発覚。東京佐川急便からのヤミ献金と疑われたが、真実は不明のままとなった。

## 影響
この事件は、1988年のリクルート事件と共に政界に多大な影響を与えた。自民党・社会党に対して、疑惑が持たれた重大事件だったが、真相が明らかにならなかった。この事から既成政党への批判の声が高まり、政治不信が深まった。金丸の失脚により、梶山静六が自民党幹事長に就任。小沢一郎は非主流派になり、羽田孜・渡部恒三と共に経世会を離脱し、「羽田グループ」を旗揚げした。

### 55年体制の崩壊
1993年6月18日、宮澤内閣は、社会党・公明党・民社党・社会民主連合から不信任案を提出された。羽田派を中心とする小沢一郎・羽田孜・渡部恒三、奥田敬和、石井一、藤井裕久、熊谷弘ら自民党議員39名が賛成し、不信任案が255対220で可決。宮沢内閣は、日本国憲法第7条第3号により衆議院を解散、第40回衆議院議員総選挙が行われることになった。1993年6月21日、ユートピア政治研究会に参加していた武村正義、鳩山由紀夫、田中秀征が、自民党を離党。政治改革などを掲げ、新党さきがけを結党した。1993年6月23日、羽田孜と小沢一郎は、「政界再編」「政治改革」を呼号し、新生党を結成。小沢一郎が、代表幹事に就任した。この動きに対し、官房長官の河野洋平は、夕方の定例記者会見で「政治不信を招いたのは離党した人達ではないのか」と厳しく批判。清和会の幹部からも、批判する声が上がった。ジャーナリストの立花隆は、小沢一郎が「政治改革」を掲げ、新生党を結成したことを、1993年6月24日付の『朝日新聞』朝刊で「ちゃんちゃらおかしい」と酷評した。

### 新党結成
日本新党の細川護熙は候補者を擁立。新生党の小沢一郎、新党さきがけの武村正義に同調した。これによって、日本新党を中心とした「新党ブーム」が起こる。この中で「自民党が悪い」「政権交代を」という雰囲気が作られたとされる。この時、自民党は過半数を獲得できず、野党に移行。社会党は支援団体の連合の方針転換や上野建一の辞職により、55年体制成立以来、最低の70議席と惨敗。それに対し、日本新党・新生党・新党さきがけが躍進。宮澤喜一内閣は総辞職し、1955年の鳩山一郎内閣から38年に渡って続いた55年体制は幕を閉じた。東京佐川急便事件を契機とし、55年体制は崩壊、政界再編は実現。8政党・会派連立による細川内閣が成立した。

## 細川政権の発足

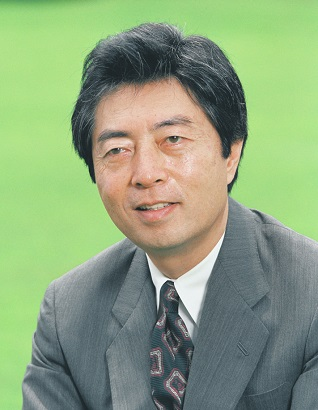
細川護熙

細川内閣の発足によって、東京佐川急便事件は事実上蓋をされた形となった。総選挙後、新生党の羽田孜、藤井裕久ら5名が外務大臣・大蔵大臣・通商産業大臣・農林水産大臣・防衛庁長官として入閣。さきがけの武村正義は内閣官房長官、鳩山由紀夫は内閣官房副長官に就任した。日本社会党も与党となり6名の閣僚を送り出した。1994年2月の「国民福祉税構想」の発表・撤回の前後から、小沢一郎と武村正義の対立が表面化し、武村が辞任することで事態の収拾を図ろうとした。だがそれまで高い支持率を維持していた細川政権が動揺した。

### 献金疑惑
1994年3月に政権基盤が揺らぐ中、細川護熙に東京佐川急便からの献金疑惑が浮上し、野党自民党から連日追及された。細川護煕は「既に返済している」と釈明したが、自民党からの糾弾は止まず国会が空転し、内閣支持率が急落した。1994年4月に細川護熙は総理大臣を突如辞職。細川連立政権は8か月の短命政権に終わった。国会の予算審議に入る前に総理大臣が辞任するという極めて異例の事態となった。細川が辞職したため追及は停止された。1998年に細川護熙は衆議院議員を任期途中で辞職し、以降は文化人・永青文庫理事長としての活動に専念していた。

### 都知事選への出馬
2013年12月に猪瀬直樹が5000万円の借入金疑惑で東京都知事を辞職する。その後、民主党や小泉純一郎元総理大臣らによって、都知事選に細川を擁立しようとする動きが活発化した。2014年1月に細川護熙は「脱原発」を掲げて都知事選への立候補を表明し、政治活動を再開した。だが20年前の献金疑惑が再び話題になり、猪瀬前知事辞職の原因に近い疑惑であったため対立陣営から追及された。細川側は証拠を公表し都知事選挙に臨んだが、舛添要一に敗れて得票数3位で落選した。

## その後
細川護熙を当時追及した村上正邦元自民党参議院議員会長に拠れば、佐川急便からの借り入れ問題は「デッチ上げ」だったという。自民党は「細川が借入金を佐川にしっかり返済していた」ことを知っていた。しかし、「倒閣できる」と考えたため、参議院の予算委筆頭理事という立場を用いて、細川護熙を国会で追及した。また「（無実を）証明する貸し付け記録」も出てきていたが、「（佐川急便に）借りっぱなしになっている自民党の大物たちの名前が（貸し付け記録に）連なっていた」ため出せなかったとある。

## 事件の名称
この事件は当初、「佐川急便事件」と呼ばれることが多かった。だが、2001年に奈良県において、再び佐川急便が関係する贈収賄事件が発生した。このため、奈良の事件を「奈良佐川急便事件」、当事件を「東京佐川急便事件」と呼ぶようになった。

### 佐川グループの動き
- 佐川急便は、配送区域に次々と認可を受け、全国展開していた。これは、自民党の議員へ多額の資金提供をする政界からの支援があったからだと言われている。
- 佐川急便グループは、この事件により東京佐川急便の救済目的など、急遽グループの地域法人を合併するなどを行った。東京佐川急便は、のちの佐川急便東京支社、佐川急便関東支店となり、2007年3月21日より本社直轄下の関東・営業部となった。その後、別件で2002年にグループの再編を実施している。

## 関連書籍
- 『佐川急便を内部告発する 元幹部が明かす知られざる実態』（著者:浜田洋祐）（1989年11月28日、あっぷる出版社）ISBN 9784871770637
  - 『佐川急便を内部告発する 元幹部が明かす知られざる実態』（著者:浜田洋祐）（1992年3月19日、あっぷる出版社）ISBN 9784871770941
- 『東京佐川渡辺帝国崩壊』（著者:舘沢貢次）（1992年4月23日、ぴいぷる社）ISBN 9784893740595
- 『佐川急便の犯罪 何故、政治家は佐川マネーに群がったのか？』（著者:山本峯章）（1992年5月1日、ぱる出版）ISBN 9784893862471
- 『佐川清 佐川マネーはこうしてできた！』（著者:山下剛 坂口義弘）（1992年7月1日、ぱる出版）ISBN 9784893862860
- 『佐川のカネ食った悪徳政治家 与野党汚染の恐るべき実態！』（著者:菊池久）（1992年8月25日、山手書房新社）ISBN 9784841300505
- 『佐川急便事件 “飛脚便"が運んだ黒い金』（編:日本共産党）（1992年11月10日、日本共産党中央委員会出版局）ISBN 9784530043652
- 『巨悪を逃がすな！(第2弾) 佐川のカネ食った悪徳政治家』（著者:菊池久）（1992年11月10日、山手書房新社）ISBN 9784841300673
- 『小説 佐川疑獄』（著者:大下英治）（1993年1月22日、ぴいぷる社）ISBN 9784893740717
  - 『小説 佐川疑獄』（著者:大下英治）（1993年8月15日、徳間書店 徳間文庫）ISBN 9784195676646
- 『激争 中曽根VS金・竹・小 佐川疑獄と国際エネルギー利権抗争』（著者:木村愛二）（1993年5月7日、汐文社）ISBN 9784811301525
- 『佐川急便事件の真相』（著者:佐高信 伊東秀子）（1993年9月20日、岩波書店）ISBN 9784000032513
- 『知事の背信 新潟県政と佐川急便事件』（著者:新潟日報報道部）（1993年10月25日、潮出版社）ISBN 9784267013409
- 『告発!!佐川急便の乱脈経営を糾弾する！ 5万社員を食いものにする腐敗幹部の悪業の実態』（著者:佐川清）（2001年2月15日、たま出版）ISBN 9784812701409